# Route 113 (Nouveau-Brunswick)
Pour les articles homonymes, voir Route 113.
La route 113 est la route principale qui relie les îles Lamèque et Miscou au reste du Nouveau-Brunswick. Elle entame son cours à Pokemouche et dessert les municipalités d'Inkerman, de Shippagan, de Lamèque et de Miscou. Elle fait partie de la route du littoral acadien en passant par plusieurs villes et villages acadiens du Nouveau-Brunswick.

## Description du tracé

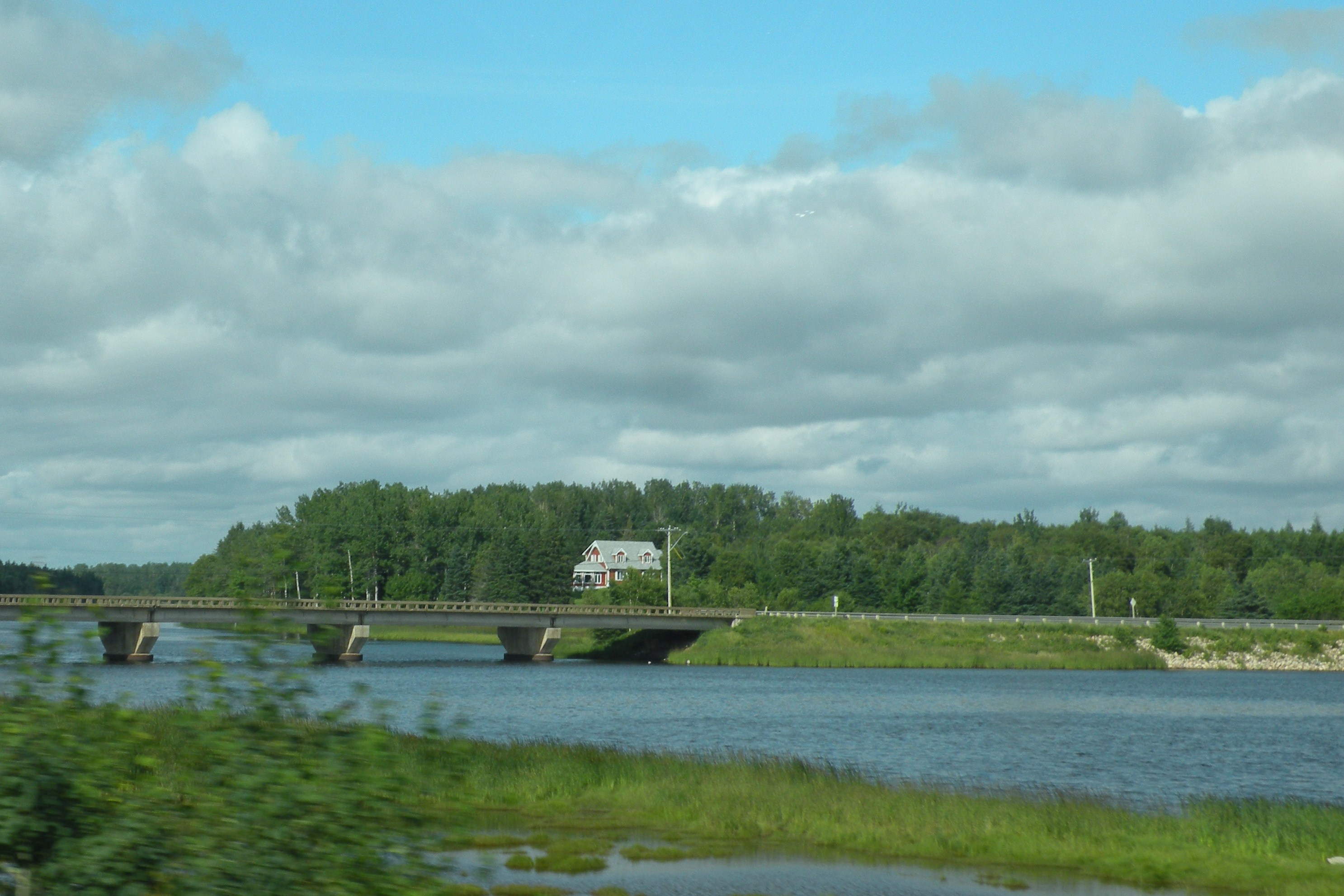
Le pont de la route 113 à Pokemouche.

La route 113 débute à 17 km (11 mi) au nord de Tracadie-Sheila et 85 km (53 mi) à l'est-sud-est de Bathurst, sur la route 11, à Pokemouche. Elle traverse ensuite la région d'Inkerman avant de passer près de Le Goulet. Elle traverse ensuite Shippagan en étant la rue principale (boulevard J.-D.-Gauthier), puis elle traverse le pont menant à l'Île-de-Lamèque. Après avoir suivi la baie de Shippagan, elle traverse Lamèque en étant à nouveau la rue principale, puis elle bifurque vers le nord pour arriver sur l'Île de Miscou, 10 km (6 mi) au nord. Finalement, elle traverse toute l'Île de Miscou avant de se terminer à la pointe Birch, au nord de l'île.

## Histoire
Avant 1965, la route 113 portait le numéro 13. En 1965, lors de l'adoption du système de numérotation à trois niveaux, la route est numérotée 113 .
À l'origine, des traversiers reliaient les îles de Lamèque et de Miscou. Des ponts furent construits et, en 1996, le pont de Miscou est construit, abolissant le service de traversiers. Cependant, pour rendre l'accès à ce pont plus facile, la route 113 a été déplacée. L'ancien tracé porte désormais la route 313.

## Culture
La route, et notamment les balbuzards nichant sur ses poteaux électriques, est mentionnée dans le recueil de poésie La terre tressée, de Claude Le Bouthillier.

## Intersections majeures
| Comté                 | Ville           | km    | Destinations                                                 | Notes                                 |
| --------------------- | --------------- | ----- | ------------------------------------------------------------ | ------------------------------------- |
| Gloucester            | Pokemouche      | 0,00  | NB-11 – Tracadie-Sheila, Caraquet NB-350 ouest – Paquetville | La NB-113 sud devient la NB-350 ouest |
| Gloucester            | Inkerman        | 6,40  | NB-345 ouest – Évangéline                                    | Terminus est de la NB-345             |
| Gloucester            | Shippagan       | 18,40 | Pont-levis de Shippagan                                      | Pont-levis de Shippagan               |
| Gloucester            | Lamèque         | 25,30 | NB-305 nord – Sainte-Marie-Saint-Raphaël, Pigeon Hill        | Terminus sud de la NB-305             |
| Gloucester            | Lamèque         | 26,30 | NB-313 nord (Rue Principale)                                 | Terminus sud de la NB-313             |
| Gloucester            | Lamèque         | 30,80 | NB-310 est                                                   | Terminus ouest de la NB-310           |
| Gloucester            | Petit-Shippagan | 37,20 | NB-313 sud – Sainte-Cécile                                   | Terminus nord de la NB-313            |
| Gloucester            | Canal de Miscou | 37,90 | Pont de Miscou                                               | Pont de Miscou                        |
| Gloucester            | Canal de Miscou | 39,60 | Pont de Miscou                                               | Pont de Miscou                        |
| Gloucester            | Phare de Miscou | 57,60 | Phare de Miscou                                              |                                       |
| - Transition de route |                 |       |                                                              |                                       |